# Dossard

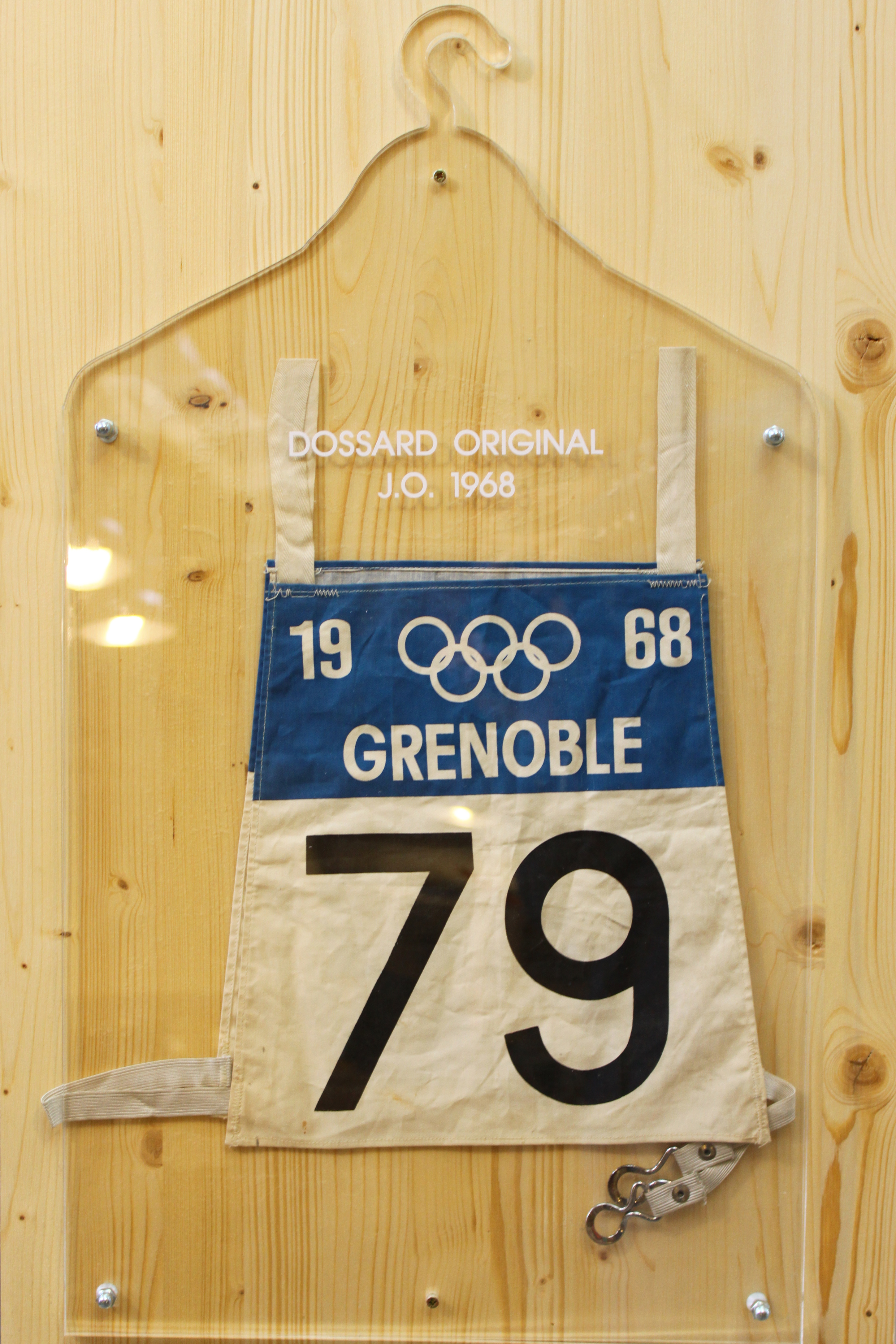
Dossard des JO d'hiver de Grenoble (1968).

En compétition, la quasi-totalité des sportifs arborent un numéro, généralement dans le dos : le dossard. Introduite par le sport hippique, la numérotation des sportifs est destinée à faciliter l’identification de ces derniers par les officiels et les spectateurs. Mais cette définition n'épuise pas tout le sens du mot qui est devenu plus signifiant dans l’usage courant. Ainsi, dossard signifie également le vêtement sans manche, de l’épaule au poignet, généralement une veste, qui le porte. 

## Les débuts de la numérotation
En dehors du sport hippique, l’athlétisme et le cyclisme sont les premières discipline à adopter le système de dossard. Dès la première édition des Jeux olympiques à Athènes en 1896, les athlètes portent un dossard. 
Dans les sports collectifs, les premières tentatives ont lieu durant les années 1910 avant une généralisation de ce système pendant les années 1930. Le football australien expérimente la numérotation des joueurs à la fin de la saison 1911 et rend cette identification des joueurs obligatoire à partir de la saison 1912,. En hockey sur glace, l'Association de hockey de la Côte du Pacifique adopte la numérotation des joueurs en 1911 également ; la Ligue nationale de hockey suit en 1917. En baseball, des tentatives ont lieu en 1916-1917. À partir du 26 juin 1916, les Indians de Cleveland arborent un numéro sur l'épaule, mais cette idée est abandonnée à la fin de la saison 1917. Il faut attendre les années 1930 pour voir les joueurs de Ligues majeures dotés définitivement d'un numéro. Le football adopte également ce standard pendant les années 1930.

## Réglementation
Dans certains sports collectifs, le numéro correspond au poste occupé. C'est beaucoup moins vrai aujourd'hui avec l'adoption du système de numérotation à la saison (et plus à la place) dans des disciplines comme le football. Dans d'autres sports collectifs, la règlementation est quasi inexistante, laissant la possibilité à certains de se singulariser. C'est notamment le cas des clubs anglais de rugby à XV de Leicester et de Bristol qui utilisèrent longtemps un système de lettres pour identifier leurs joueurs. D'autres disciplines encadrent plus strictement la numérotation. En football américain, les positions conditionnent ainsi la numérotation. Un quarterback de la NFL porte toujours un numéro entre 1 et 19. 
En cyclisme sur route, le leader de l'équipe porte traditionnellement le premier numéro de la dizaine dédiée à sa formation : 1, 11, 21, etc. Aucun règlement ne le précise : c'est un usage. Généralement si le vainqueur de la précédente édition d'une course est présent pour défendre son titre, on lui attribue le dossard n°1.
En Formule 1, le n°1 est réservé au champion du monde en titre. Si le champion du monde en titre n'est pas présent à l’entame de la saison, le n°1 n'est pas attribué et est remplacé par le n°0. Seuls Jody Scheckter a utilisé ce numéro à deux reprises en 1973 et Damon Hill en 1993 (à la suite du départ du champion en titre Nigel Mansell) et en 1994 (à la suite du départ du champion en titre Alain Prost). 
Toujours en sport automobile, les numéros d'engagement à la défunte épreuve des Mille Miglia qui a eu lieu 25 fois entre 1927 et 1957 étaient attribués de manière originale. En effet, le numéro inscrit sur la voiture correspondait à l'heure de départ du concurrent. Ainsi, par exemple, la célèbre Mercedes-Benz 300 SLR n°722 qui a remporté l'édition 1955 avec à son volant Stirling Moss s'est élancée à 7h 22 minutes. Ce système permettait, à l'arrivée du circuit d'environ 1500 kilomètres allant de Brescia à Rome et retour, aux commissaires de course de calculer très rapidement le temps de course des différents concurrents.
En football, le numéro 1 est généralement porté par un gardien de but, mais il fut également porté, entre autres, par Osvaldo Ardiles, membre de l'équipe d'Argentine lors de la coupe du monde de football 1982. Les numéros de l'équipe d'Argentine y avait été attribués par ordre alphabétique.

## Numéros et produits dérivés
L'adoption du numéro à la saison, et parfois même à la carrière, amplifie le phénomène des produits dérivés liés à un sportif. Ce phénomène existait déjà avec la numérotation classique à la place, « 10 Platini » notamment.

## Numéros retirés

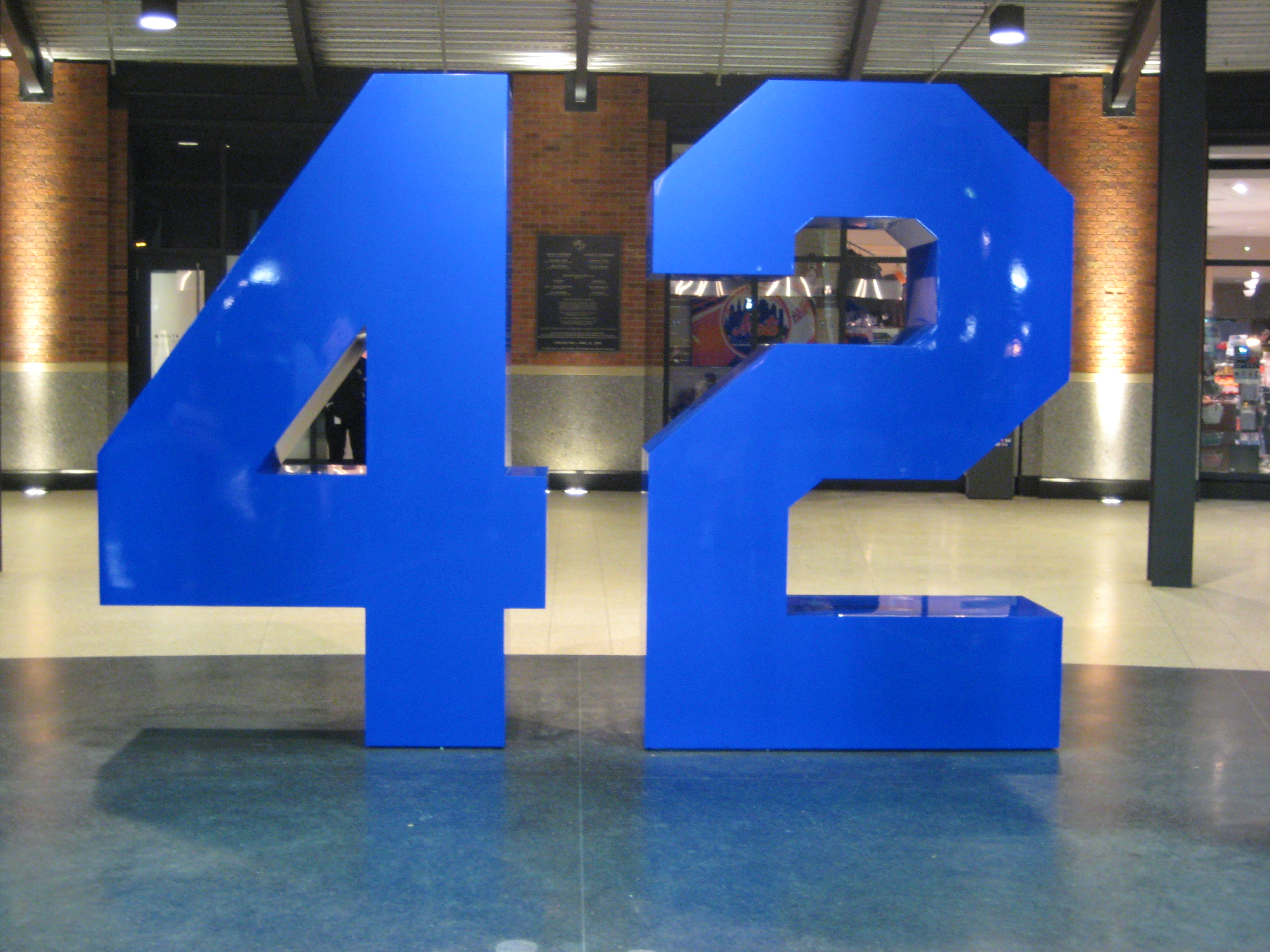
Le numéro 42 de Jackie Robinson, vu au mémorial érigé à Citi Field, New York.

Les joueurs ayant marqué l'histoire de leur club reçoivent l'honneur, dans certains sports, de voir leur numéro « retiré ». Un numéro retiré ne peut plus être porté par aucun autre joueur de ce club.
Le premier numéro retiré est le 1 de Ray Flaherty, joueur de football américain (1935).
Jackie Robinson, joueur de baseball des Dodgers de Brooklyn, est le premier joueur dont le numéro (le 42) est retiré de l'ensemble d'une ligue (Ligue majeure de baseball, 1997). Tous les ans depuis 2004, le Jackie Robinson Day est célébré le 15 avril, pour souligner la date anniversaire de ses débuts dans la ligue. À cette occasion, tous les joueurs et entraîneurs en uniforme, sans exception, portent le numéro 42 en son honneur.
Le numéro 99, qui fut porté par Wayne Gretzky, est le seul numéro retiré pour toutes les équipes par la Ligue nationale de hockey. Il fut retiré en 1999.

## Superstitions

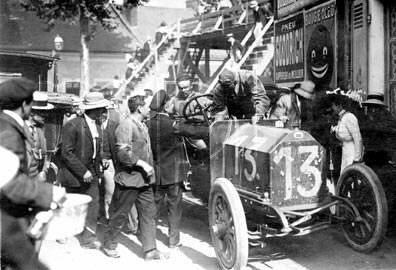
Voiture de course portant le numéro 13.

Nombre de superstitions n'ayant aucun lien avec le sport sont attachées à des numéros. Ils sont évidemment variables selon les cultures. Le fameux numéro 13, interdit dans certaines disciplines, porte pourtant chance à nombre de sportifs, le marathonien français Alain Mimoun, au premier chef, qui remporte le titre olympique en 1956 avec le dossard 13.
Pour des raisons de superstition, en Formule 1, le n°13 n'a longtemps été attribué qu'avec l'accord de tous les pilotes engagés en championnat. Il n'a été attribué qu'à trois reprises de la création du championnat du monde en 1950 à la fin de la saison 2013 : à Mauritz Von Strachwitz en 1953 (non partant au Grand Prix d'Allemagne), à Moises Solana au Grand Prix du Mexique 1963 et à Divina Galica au Grand Prix d'Angleterre 1976 (non qualifiée). En 2014, un changement de réglementation permet aux pilotes de choisir un numéro permanent lors de l'ensemble de leur carrière en Formule 1. Pastor Maldonado choisit alors de courir avec le n°13.

## Numéros particuliers
La numérotation débute généralement au numéro 1. Cependant, il existe de nombreux cas de sportifs ayant porté les numéro 0, voir le 00. Le numéro 95.2 fut porté par le joueur de hockey sur glace Thomas Eichberger du EC Klagenfurt AC.
Dans l'histoire du Tour de France cycliste, le dossard n°51 est réputé porter chance. 
En effet, plusieurs coureurs ont remporté le Tour de France alors qu'ils portaient le dossard n°51 : Eddy Merckx en 1969, Luis Ocaña en 1973, Bernard Thévenet en 1975 et Bernard Hinault en 1978.